# Phil May
Phil Dennis Arthur May (född Philip Dennis Arthur Wadey, senare Kattner) 9 november 1944 i Dartford, Kent, England, död 15 maj 2020 i King's Lynn, Norfolk, England, var en brittisk rocksångare och låtskrivare. Han var en av originalmedlemmarna i den brittiska musikgruppen The Pretty Things som han bildade tillsammans med gitarristen Dick Taylor 1963. Gruppen hade några hitsinglar i Storbritannien under mitten av 1960-talet. Under senare delen av decenniet förändrades gruppens musik från blues och R&B-inspirerad rock till mer progressiv psykedelisk rock. Gruppens konceptalbum S.F. Sorrow från 1968 har låttexter huvudsakligen skrivna av May. Phil May var medlem i gruppen fram till 2018 då de slutligen lade ner den efter en avskedskonsert.